# Dziś już wiem (singel)
Dziś już wiem – singiel Urszuli promujący jej album Dziś już wiem.
Premiera singla miała miejsce w Radiowej Trójce.

## Lista utworów
- "Radio Edit" (3:46)
- "Pszona Mix" (3:40)

## Twórcy
- Urszula – śpiew, chórki
- Iwona Zasuwa – chórki
- Łukasz Pilch – gitary, bas, programowanie
- Paulina Mońko – skrzypce
- Michał Dąbrówka – bębny, programowanie
- Krzysztof Pszona – klawisze, programowanie
- Aranżacja - Łukasz Pilch/Krzysztof Pszona
- Realizacja - Łukasz Pilch/Krzysztof Pszona w Vega Studio
- Mix - Krzysztof Pszona w Kayax Studio
- Produkcja - Krzysztof Pszona/Urszula
- Mastering - Jacek Gawłowski, JG Master Lab
- Zdjęcie - Jacek Poremba
- Projekt Manager - Marzena Bereściuk

## Listy przebojów
| Notowania                          | pozycja |
| ---------------------------------- | ------- |
| Liga Hitów Radia Zet               | 1       |
| POPlista                           | 1       |
| Lista Przebojów Radia WAWA         | 1       |
| Extralista Radia Dla Ciebie        | 1       |
| Lista Przebojów Programu Trzeciego | 23      |
| Szczecińska Lista Przebojów        | 13      |
| Top 15 - Wietrzne Radio            | 1       |